# Natalia Lafourcade
María Natalia Lafourcade Silva, mais conhecida por seu nome artístico Natalia Lafourcade (Cidade do México, 26 de fevereiro de 1984) é uma cantora e compositora mexicana. Destaca-se pelas profícuas parcerias, colaborações e projetos com outros artistas, além de seus trabalhos autorais. Seu sobrenome (Lafourcade) é francês e significa "a bifurcação" (do caminho).

## Infância e primeiros contatos com a música
Natalia Lafourcade nasceu em 26 de fevereiro de 1984 na Cidade do México. É filha de Gastón Lafourcade, catedrático franco-chileno da Universidade Nacional Autônoma do México (UNAM) e professor da Faculdade de Belas Artes da Universidade Autónoma de Querétaro. Sua mãe se chama María Del Carmen Silva Contretas, é criadora do método Macarsi,[carece de fontes?] um método simples de ensino musical para crianças, que sua filha experimentou. A cantora também é sobrinha do conhecido escritor chileno Enrique Lafourcade.
Aos três anos começou a cantar e aos quatro se deu conta de que queria ser uma artista. Natália Lafourcade viveu grande parte de sua infância junto a sua mãe, no estado de Veracruz, foi ali que começou a mostrar suas primeiras aptidões artísticas.
Quando tinha 10 anos incursionou pela música vernácula mexicana e chegou a cantar em um grupo mariachi. Nesse tempo fez aulas de pintura, teatro, dança, piano, flauta, violão, saxofone e canto.
Tempos depois ela se mudou para Cidade do México e em 1998 Natalia integrou o trio feminino de música pop Twist, entretanto, o grupo de desfez no ano seguinte. Ao terminar o ensino médio ingressou na Academia de Música Fernatta, onde conheceu Alonso Cortés, que viria a ser o baterista de sua banda, La Forquetina.

## Início da carreira

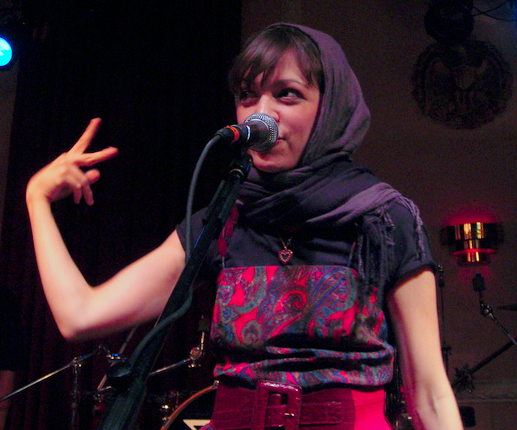
Natalia Lafourcade, Concert in chicago, november 2009

Em 2000, o produtor Lóris Ceroni escutou as gravações demos que havia recebido de Natalia e decidiu produzir seu primeiro disco como cantora solista. Assim, em 2002, nasce Natalia Lafourcade, disco com tendências acústicas que mistura pop rock, bossa nova e outros ritmos latinos.
Ainda que Natalia se apresente como solista no princípio da promoção do disco, pouco a pouco a banda que a acompanha vai se tornando conhecida, La Forquetina. Esta banda originalmente era composta por Yunuen Viveros (teclados e direção musical), Poncho Degert (guitarra), César Chanona (baixo) y Alonso Cortés (bateria).
Com seu disco debut Natalia foi agraciada como três prêmios no MTV Video Music Awards Latinoamérica. Em 2003 foi indicada ao Grammy Latino na categoria "artista revelação" pelo seu álbum de estreia, mas acabou perdendo o prêmio para David Bisbal. Ainda na divulgação do trabalho, participou do festival Cumbre Tajín, em Vera Cruz, e também chegou a promover o disco no Japão. Além disso, naquele ano colaborou para a trilha sonora dos filmes Amarte Duele e Temporada de Patos. Para este último interpretou a canção brasileira de bossa nova "Un Pato" (na versão original, "O Pato").

Un pato que va cantando alegremente

Cua cua

Cuando se encuentra a un lindo gato

Miau miau

Para cantar Bossanova

Un ganso se entusiasmó alegremente

Cua cua

Para cantar así a la gente

Cua cua

Y un perrito que ahí estaba empezó a cantar

Cuando quería ensayar

El pobre pato se desafinó

Cuchicu chicu no le sale

Sus notas feas eran peor que las del gato

La voz del pato era más que un desacato

Y en la nota final lo empujaron al agua

Y se puso a nadar.

Cui co cui cui

Narará

Cui cui cui

Cui cui cui

Un pato, se entusiasmó alegremente

Cua cua

Para cantar así a la gente

Cua cua

Y les canta Bossanova!
—Originalmente "O Pato"

## Natalia y La Forquetina
Para o fechamento da turnê do seu primeiro disco no Teatro Metropolitan, Natalia Lafourcade deixa de apresentar-se como solista, se une a sua banda e passam a serem chamados de Natalia y la Forquetina. Entretanto, Poncho Degert abandona a banda devido a outros projetos.
Em 2005, Natalia y La Forquetina lançam Casa, álbum produzido por Emmanuel Del Real do grupo Café Tacuba e Áureo Baqueiro.
Depois de uma turnê pelo México e Estados Unidos, em 2 de junho de 2006 Natalia y La Forquetina anunciaram sua separação para trabalhar em projetos diferentes. O último show de Natalia y La Forquetina aconteceu em 18 de agosto de 2006 em San Luis Potosí. Depois da ruptura do grupo, o álbum Casa ganhou o Grammy Latino de "melhor álbum de dupla ou grupo de rock", no mês de setembro daquele ano.
Também em 2006, foi produzido um documentário sobre a banda, em sua maior parte mostrando o grupo na estrada, em viagens e turnês. O documentário foi transmitido pela MTV no outono de 2007.

## Colaborações
Após o fim de Natalia y La Forquetina a cantora se mudou para o Canadá com o intuito de aprender inglês. Ali conheceu a banda People Project, um grupo do qual ela é constante colaboradora. Natalia regressou ao México e começou a trabalhar no projeto Las 4 Estaciones Del Amor, seu primeiro disco instrumental em colaboração com a Orquesta Sinfónica Juvenil del Estado de Veracruz (OSJEV).
Em 2008 começou a gravar seu quarto álbum. Naquele ano colaborou com o Unplugged de Julieta Venegas, onde tocou vários instrumentos, incluindo o banjo. Também participou do Red Bull Music Academy, em sua edição 2008, ocorrida em Barcelona. Ainda em 2008 voltou com uma turnê ao Japão, em um plano mais instrumental.
Natalia Lafourcade também apareceu em canções de outros artistas. Estes incluem Liquits, "Jardín"; Kalimba, "Día De Suerte"; Control Machete, "El Apostador"; El Canto Del Loco, "Contigo"; Los Daniels, "Quisiera Saber" e a reedição da canção "Amarte Duele" com o grupo Reik. Ela também se juntou a sua antiga banda para gravar alguns temas inéditos como "Para Que Y Todo", para a compilação de músicas do disco Intocable's X; e "Piel Canela" para o álbum tributário Viva Tin Tan.
Durante o ano de 2009 realizou uma campanha publicitária do seu novo disco, nomeado Hu Hu Hu, o qual saiu em maio de 2009. Antes do lançamento do novo álbum Natalia se apresentou no festival South by Southwest, em Austin (Texas), onde mostrou algumas canções do disco e obteve uma boa resposta do público. O primeiro single divulgado por ela foi o tema "Azul", entretanto a gravadora preferiu divulgar a música "Ella Es Bonita".
Em 2010 é convidada a participar de um álbum em comemoração ao bicentenário da república mexicana, Bimexicano: Nuestros Clasicos Hechos Rock, que reuniu grandes nomes da música latina interpretando canções emblemáticas da música do México, como Ely Guerra, Aterciopelados, Enrique Bunbury, Kinky e Jaguares. Sua participação é registrada na segunda faixa do disco, na qual interpreta a canção "La Cigarra".
Natalia tem se filiado a diversos projetos artísticos e sociais, como o projeto altruísta Um Techo Para Mi Pais que tem como finalidade criar casas para desabrigados. Ela também participou do álbum organizado pelo projeto musical "Voces por Japón" que visou arrecadar fundos para as vítimas do desastre natural ocorrido no Japão, em março de 2011. A cantora também emprestou sua voz a uma princesa no filme de animação O Gato de Botas, de produção francesa, onde divide os créditos como Kalimba e José Origel.
Em 9 abril de 2011 Natalia Lafourcade participa do Vive Latino, juntamente com outros artistas latinos, como Los Daniels e Babasónicos, se apresentando na Tenda Vermelha do festival. Para a cantora é um momento muito especial porque o show em questão fecha o ciclo do disco Hu Hu Hu. Nesta ocasião a cantora revela que está em fase de produção de mais um álbum. Também em 2011, Natalia, foi indicada e vencedora da categoria "melhor produção do ano", na quarta edição da premiação Indie-O Music Awards pelo seu trabalho técnico no álbum Mientras Tú Dormías, da cantora mexicana Carla Morrison.
Em 2014 Lafourcade é convidada a participar do projeto Encuentros en Brasil, que consistiu em uma série de televisão transmitida pela HBO para mais de 50 países, na qual seis artistas latino-americanos foram convidados a conhecer alguma das doze cidades-sede da Copa do Mundo de 2014 e a compor um canção sobre essa experiência. A cantora mexicana viajou para Natal e compôs a canção "Buenas Brasil".

## Discografia
| - Natalia Lafourcade (2002) - Casa (2005) - Hu Hu Hu (2009) - Hasta la Raíz (2015) - "Musas (Un Homenaje al Folclore Latinoamericano en Manos de Los Macorinos), Vol. I" (2017) - "Musas (Un Homenaje al Folclore Latinoamericano en Manos de Los Macorinos) Vol. II" (2018) - "Un Canto por México, Vol. I" (2020) - "Un Canto por México, Vol. II" (2021) - "De Todas las Flores" (2022) - Mujer Divina: homenaje a Agustín Lara (2012) - Las 4 estaciones del amor (instrumental) (2007) | - "Busca Un Problema" (2003) - "En El 2000" (2003) - "Te Quiero Dar" (2003) - "Mírame, Mírate" (2003) - "Elefantes" (2003) - "Ser Humano" (2005) - "Casa" (2005) - "Azul" (2009) - "Ella Es Bonita" (2009) - "Cursis Melodías" (2009) - "No Viniste" (2009) - "La Fugitiva" (com Kevin Johansen) (2012) - "Limosna" (com Meme) (2012) - "Mujer Divina" (com Adrián Dárgelos) (2012) - "Aventurera" (com Álex Ferreira) (2012) - "Hasta la Raíz" (2015) - "Tú Sí Sabes Quererme" (2017) - "Qué He Sacado Con Quererte" (2017) - "Rocío De Todos Los Campos" (2017) - "Te Vi Pasar" (2017) - "Mexicana Hermosa" (com Carlos Rivera) (2017) - "Ciudad Harmosa" (2018) - "Danza de Gardenias" (com Rozalén) (2018) - "Que la Vida Vale" (2018) - "Una Vida" (2019) - "Veracruz" (2020) - "La Malquerida" (2020) - "El Balajú/Serenata Huasteca" (2020) - "Alfonsina y El Mar" (2021) - "Cién Años" (com Pepe Aguilar) (2021) - "Tu Si Sabes Quererme" (com Mare Advertencia Lirika e Rubén Blades) (2021) |

## Prêmios

### Grammy
O  Grammy é um prêmio da Academia Nacional de Artes e Ciências dos Estados Unidos que reconhece a realização proeminente na indústria da música. Natalia Lafourcade concorreu a três prêmios saindo ganhadora em uma ocasião com o prêmio de Melhor Álbum Alternativo, Urbano ou Rock Latino.
| Ano  | Nomeação           | Categoria                                       | Resultado |
| ---- | ------------------ | ----------------------------------------------- | --------- |
| 2004 | Natalia Lafourcade | Melhor Álbum Pop Latino                         | Indicação |
| 2010 | Hu Hu Hu           | Melhor Álbum Pop Latino                         | Indicação |
| 2016 | Hasta la Raiz      | Melhor Álbum Alternativo, Urbano ou Rock Latino | Venceu    |
| 2018 | Musas              | Melhor Álbum Pop Latino                         | Indicação |
| 2019 | Musas Vol. 2       | Melhor Álbum Pop Latino                         | Indicação |

### Grammy Latino
O prêmio Grammy Latino é realizado desde 2000, para homenagear os artistas da música da América Latina. Natalia Lafourcade já concorreu a diversos prêmios sendo agraciada em oito oportunidades, inclusive com o prêmio de Canção do Ano em 2015.
| Ano  | Nomeação                              | Categoria                                    | Resultado |
| ---- | ------------------------------------- | -------------------------------------------- | --------- |
| 2003 | Natalia Lafourcade                    | Melhor Artista Revelação                     | Indicação |
| 2003 | "En el 2000"                          | Canção do Ano                                | Indicação |
| 2003 | "En el 2000"                          | Melhor Canção de Rock                        | Indicação |
| 2003 | Natalia Lafourcade                    | Melhor Álbum de Rock Solo                    | Indicação |
| 2006 | Casa                                  | Melhor Álbum Vocal de Rock para Duo ou Banda | Venceu    |
| 2009 | Hu Hu Hu                              | Melhor Álbum Vocal Pop Feminino              | Indicação |
| 2013 | Mujer Divina: Homenaje a Agustín Lara | Melhor Álbum de Música Alternativa           | Venceu    |
| 2013 | Mujer Divina: Homenaje a Agustín Lara | Melhor Vídeo Musical Versão Longa            | Venceu    |
| 2013 | Mujer Divina: Homenaje a Agustín Lara | Melhor Álbum de Engenharia de Gravação       | Indicação |
| 2015 | Hasta la Raíz                         | Álbum do Ano                                 | Indicação |
| 2015 | Hasta la Raíz                         | Melhor Álbum de Música Alternativa           | Venceu    |
| 2015 | Hasta la Raíz                         | Melhor Álbum de Engenharia de Gravação       | Venceu    |
| 2015 | "Hasta la Raíz"                       | Gravação do Ano                              | Venceu    |
| 2015 | "Hasta la Raíz"                       | Canção do Ano                                | Venceu    |
| 2015 | "Hasta la Raíz"                       | Melhor Canção Alternativa                    | Venceu    |